# تو خیلی دیوانه‌ای
تو خیلی دیوانه‌ای (به انگلیسی: You So Crazy) یک فیلم استندآپ کمدی محصول سال ۱۹۹۴ به کارگردانی توماس شلم با بازی مارتین لارنس است. این اولین فیلم مهم و استندآپ لارنس بود. لارنس در این فیلم کت و شلواری مشکی و چرمی شبیه کمد لباسی که ادی مورفی در فیلم‌های دلیریوس و مورفی بی‌تجربه پوشیده بود می‌پوشد.
در این فیلم، لارنس در مورد موضوعات مختلفی مانند موفقیت، رشد، اعمال جنسی و نژادپرستی اظهار نظر نظر می‌کند. این کنسرت در تئاتر مجستیک در سال ۱۹۹۳ در شهر نیویورک و قبل از ورود جمعیت فیلمبرداری شد. همچنین در راتن تومیتوز بر اساس بررسی‌های ۱۰ منتقد، دارای ۵۰٪ تاییدیه است.